# Lucien Sedat
Lucien Sedat (6 maggio 1938) è un ex cestista francese.

## Carriera
Con la Francia ha disputato due edizioni dei Campionati europei (1959, 1961).